# أكرم الورافي
أكرم حمود عبدو الورافي (مواليد 12 نوفمبر 1986 في اليمن) لاعب كرة قدم يمني ويجيد اللعب في خط الوسط. كان ضمن منتخب اليمن تحت 17 سنة المشارك في بطولة كأس العالم للناشئين 2003 التي أقيمت في فنلندا.

## الإنجازات

### النادي
شعب إب
- الدوري اليمني: 2

2002-2003، 2003-2004
- كأس رئيس الجمهورية: 2
  - 2002، 2003
- كأس 26 سبتمبر اليمني لكرة القدم: 1
  - 2002

### المنتخب
- اليمن تحت 17 سنة
  - كأس العالم لكرة القدم تحت 17 سنة
    - دور المجموعات: 2003

  - بطولة آسيا لكرة القدم للناشئين تحت 16 سنة
    - الوصيف: 2002

## وصلات خارجية
1. ↑  11ضد11 نسخة محفوظة 16 ديسمبر 2019 على موقع واي باك مشين.

- أكرم الورافي على موقع الاتحاد الدولي (مؤرشف)  (الإنجليزية)
- أكرم الورافي على موقع قاعدة بيانات كرة القدم.إي يو (الإنجليزية)
- أكرم الورافي على موقع ناشيونال فوتبول تيمز (الإنجليزية)